# Minister
Ein Minister (in der Schweiz erfüllt ein Departementsvorsteher eine ähnliche Funktion) ist das Mitglied einer Regierung und Leiter eines Ministeriums oder aber Minister ohne Geschäftsbereich. Überlappungen gibt es mit dem Begriff Kommissar, der bei der EU für eine ähnliche Funktion verwandt wird.

## Begriff
Der Begriff Minister (über das Französische seit dem 17. Jahrhundert in der Bedeutung „Diener“ der Geringere als der magister, danach des Herrschers; zu lateinisch minus) kommt aus dem Lateinischen (ministrare ‚dienen‘) und bedeutet Diener (hier: Erster Diener). In der Diplomatie der Frühen Neuzeit kann der Begriff ebenso einen Gesandten bezeichnen. In einigen Ländern (wie zum Beispiel den USA) wird anstelle des Titels Minister die Form Sekretär oder Staatssekretär (secretary)  verwendet. Im englischsprachigen Bereich versteht man unter minister in der Regel einen Pfarrer. In einigen orientalischen Staaten wird unter anderem das persische Wort Wesir benutzt.

## Deutschland
In Deutschland gibt es Minister auf der Ebene des Bundes und der Länder.

### Bundesminister

#### Rechtsgrundlagen im Grundgesetz für die Bundesrepublik Deutschland
- Art. 64 Abs. 1 GG: „Die Bundesminister werden auf Vorschlag des Bundeskanzlers vom Bundespräsidenten ernannt und entlassen.“

- Art. 65 GG: „Der Bundeskanzler bestimmt die Richtlinien der Politik und trägt dafür die Verantwortung. Innerhalb dieser Richtlinien leitet jeder Bundesminister seinen Geschäftsbereich selbständig und unter eigener Verantwortung. Über Meinungsverschiedenheiten zwischen den Bundesministern entscheidet die Bundesregierung. Der Bundeskanzler leitet ihre Geschäfte nach einer von der Bundesregierung beschlossenen und vom Bundespräsidenten genehmigten Geschäftsordnung.“

- Art. 65 a GG: „Der Bundesminister für Verteidigung hat die Befehls- und Kommandogewalt über die Streitkräfte.“

- Art. 66 GG: „Der Bundeskanzler und die Bundesminister dürfen kein anderes besoldetes Amt, kein Gewerbe und keinen Beruf ausüben und weder der Leitung noch ohne Zustimmung des Bundestages dem Aufsichtsrate eines auf Erwerb gerichteten Unternehmens angehören.“

- Art. 69 Abs. 1 GG: „Der Bundeskanzler ernennt einen Bundesminister zu seinem Stellvertreter.“

- Art. 69 Abs. 2 GG: „Das Amt des Bundeskanzlers oder eines Bundesministers endigt in jedem Falle mit dem Zusammentritt eines neuen Bundestages, das Amt eines Bundesministers auch mit jeder anderen Erledigung des Amtes des Bundeskanzlers.“

#### Sonstige Gesetze
Weitere Einzelheiten, vor allem in Bezug auf Besoldung, Beginn und Ende der Amtszeit sowie Unvereinbarkeiten regelt das Gesetz über die Rechtsverhältnisse der Mitglieder der Bundesregierung.

### Staatsminister auf Bundesebene
Die dem Bundeskanzler und dem Bundesminister des Auswärtigen zugeordneten Parlamentarischen Staatssekretäre können durch den Bundespräsidenten die Amtsbezeichnung Staatsminister verliehen bekommen; dadurch wird allerdings keine Gleichrangigkeit zu den Bundesministern hergestellt.

### Minister in den Ländern
In den deutschen Ländern ist Minister (oder Landesminister) die in den meisten Landesverfassungen verwendete Amtsbezeichnung für ein Mitglied der Landesregierung. Varianten bestehen z. B. für Bayern und Sachsen (Staatsminister) sowie Berlin, Bremen und Hamburg (Senator).

## Österreich
In Österreich werden die Bundesminister vom Bundespräsidenten auf Vorschlag des Bundeskanzlers ernannt. Der Bundeskanzler besitzt kein Weisungsrecht und keine Richtlinienkompetenz gegenüber den Ministern. Die Bundesminister können aufgrund eines erfolgreichen Misstrauensvotums im Nationalrat entlassen werden. Zur Zeit der Provisorischen Bundesregierungen 1918–1920 und 1945 trugen die Regierungsmitglieder in Österreich die Amtsbezeichnung Staatssekretär.
Auf Ebene der österreichischen Länder lautet die offizielle Funktionsbezeichnung der Regierungsmitglieder Landesrat bzw. Landesrätin.

## Schweiz
In der Schweiz entspricht das Amt eines deutschen oder österreichischen Ministers dem eines Bundesrates, der die Rolle eines Departementsvorstehers hat. Der Gesamtbundesrat setzt sich aus sieben Mitgliedern zusammen. Diese werden von der Vereinigten Bundesversammlung für vier Jahre in ihr Amt gewählt. Nach den jeweiligen Neuwahlen konstituiert sich der Bundesrat als Gremium selbst, dabei haben die Bundesräte usancegemäß jeweils die Gelegenheit, ihre Departemente zu wechseln. Die demokratische Legitimation eines Bundesrates ist auf Grund der Wahl durch das Parlament anders gelagert als bei einem durch einen Regierungschefs ernannten (und höchstens vom Parlament bestätigten) Minister. Das zeigt sich unter anderem dadurch, dass er nicht abberufen werden kann.
Der Titel „Minister“ ist im Eidgenössischen Departement für auswärtige Angelegenheiten für hohe Diplomaten in Gebrauch (insbesondere für den stellvertretenden Botschafter). Ebenso gibt es in anderen Departementen höhere Beamte mit dem Titel "Minister".
Auf Ebene der Schweizer Kantone werden Departementsvorsteher als Regierungsrat oder als Staatsrat bezeichnet, mit Ausnahme des Kantons Jura; dort werden diese als Minister bezeichnet. Die Präsidenten der Kantonsregierungen werden in vielen Deutschschweizer Kantonen je nach Kanton als Landammann (weibliche Form: Frau Landammann) oder Regierungspräsident bezeichnet (siehe auch: Kantonsregierung#Übersicht).

## Belgien
In Belgien gibt es Minister auf Ebene der Föderalregierung sowie auf Ebene der Regierungen der Gemeinschaften und der Regionen. Die Ministerien auf Bundesebene werden als Föderaler Öffentlicher Dienst bezeichnet.
Die Regierung der Deutschsprachigen Gemeinschaft (DG) umfasst in der Legislaturperiode seit 2019 vier Minister. Die öffentliche Verwaltung der DG besteht allerdings nicht analog aus vier Ministerien, sondern ist in einem einzigen Ministerium der Deutschsprachigen Gemeinschaft zusammengefasst.